# Skara kommun
58°23′N 13°26′Ø / 58.383°N 13.433°Ø
Skara kommune ligger i det svenske län Västra Götaland, i landskapet Västergötland. Kommunens administrationscenter ligger i byen  Skara.

## Byer
Skara kommune har fem byer.
Indbyggere pr. 31. december 2005.
| #  | By      | Indbyggere |
| -- | ------- | ---------- |
| 1. | Skara   | 10.963     |
| 2. | Axvall  | 1.175      |
| 3. | Ardala  | 741        |
| 4. | Varnhem | 718        |
| 5. | Eggby   | 239        |

I kommunen ligger flere betydningsfulde seværdigheder:
- Skara Domkirke
- Varnhems Kloster
- Hornborgasjön